# SWM
SWM ou SV.VM, cujo significado é "Sironi Vergani Vimercate Milano", é um fabricante de motocicletas italiana, com sede na cidade de Biandronno.

## História

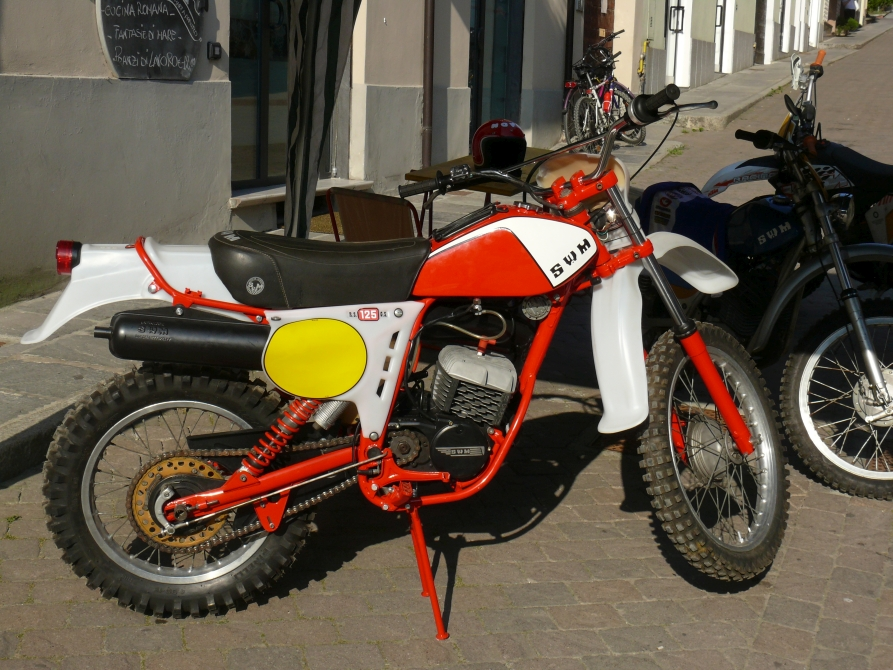
Modelo enduro de 1977

Fundada em 11 de julho de 1971 pelos pilotos de off-road Piero Sironi e Fausto Vergani como Speedy Working Motors (SWM) na cidade de Milão, a dupla começou a desenvolver seus próprios equipamentos para competições europeias de enduro e motocross. Em 1977 a empresa começou a produzir motos seriadas, lançando os modelos TL125 e TL320. Em 1984, a empresa encerrou suas atividades.
Em 2014, com financiamento do grupo chines Shineray, o engenheiro Ampelio Macchi comprou os direitos da marca e re-lançou a empresa, inaugurando uma fábrica na cidade de Biandronno.